# Maroskarna község
Maroskarna község (románul: Comuna Blandiana) község Fehér megyében, Romániában. Központja Maroskarna, beosztott falvai Akmár, Ibru, Poieni, Rakató.

## Népessége
A 2011-es népszámlálás adatai alapján a község népessége 923 fő volt.